# Borja Cobeaga
Borja Cobeaga Eguillor (San Sebastián, 13 de julio de 1977) es un cineasta español. Es sobrino del historietista, pintor y grabador Juan Carlos Eguillor.

## Biografía
Borja Cobeaga comenzó a realizar sus primeros cortometrajes en vídeo a los nueve años, junto con sus amigos y compañeros de clase, exhibiéndolos en el salón de actos de su colegio. De esta época datan los cortos Alto voltaje, Sin escapatoria, Billy Manonegra, Un fantasma superguay o Sangre suicida. Se licenció en Comunicación Audiovisual por la Universidad del País Vasco y durante sus años universitarios compartió piso con el también director Nacho Vigalondo. Fue director, guionista y editor de diversos cortos en vídeo como Usura (1995), El principio del fin (1996), Cupido es áspero (1998) y El amor en tiempos de burocracia (1999), con los que participó en diferentes festivales consiguiendo varios premios.
Tras este periodo de formación, empezó a trabajar en la televisión como ayudante de realización. En 2001 dirigió su primer cortometraje cinematográfico, La primera vez, que fue nominado en la XVI edición de los Premios Goya del año 2002 en la categoría de Mejor Cortometraje de Ficción y recibió más de 30 premios en España y el extranjero. En 2003 asumió la dirección del programa de humor Vaya semanita de la televisión pública vasca ETB, participando también en sus guiones. Además también ha sido realizador en programas televisivos como Gran Hermano, Confianza ciega, El submarino y Territorio Champiñón, entre otros; subdirector de Made in China, de TVE, y guionista de teleseries como Splunge o En buena compañía.
En 2005 fundó en Bilbao, junto con Borja Crespo, Nahikari Ipiña, Koldo Serra y Nacho Vigalondo, las productoras Arsénico y Sayaka, cuya primera participación se dio con el largometraje Los cronocrímenes de Nacho Vigalondo. Ese mismo año realizó su cortometraje Éramos pocos, con Mariví Bilbao, Alejandro Tejería y Ramón Barea, por el cual fue nominado al Óscar en la 79 edición de los premios de la Academia. Sin embargo, aunque obtuvo más de 80 premios y se proyectó en 250 festivales de todo el mundo, no fue nominado a los Premios Goya.
En 2006 colaboró en el guion de la película La máquina de bailar, dirigida por Oscar Áibar; y en 2007 rodó Río Puerco, uno de los tres capítulos de Limoncello, cortometraje que homenajeaba a los antiguos westerns y que fue nominado al Fotogramas en Corto de 2008. Posteriormente dirigió spots de publicidad para marcas como Heineken o Microsoft, y comenzó a colaborar como columnista en El Periódico de Catalunya y El País.
Su primer largometraje Pagafantas, protagonizado por Gorka Otxoa y escrito junto con Diego San José, se estrenó en el Festival de cine de Málaga el 24 de abril de 2009, recibiendo el premio especial de la crítica. La película se estrenó en salas comerciales el 3 de julio de 2009 con unos buenos resultados de taquilla, siendo la cuarta película más vista en España en el fin de semana de su estreno a pesar de competir con grandes producciones como Ice Age: Dawn of the Dinosaurs o Transformers: la venganza de los caídos. Pagafantas obtuvo una recaudación final de dos millones de euros. La película fue dos veces nominada en la XXIV edición de los Premios Goya de 2010: el mismo Cobeaga como mejor director novel y su protagonista como mejor actor revelación. A pesar de las buenas críticas recibidas, Cobeaga no resultó premiado.
Su segundo largometraje No controles llegó a los cines el 5 de enero de 2011, después de haber clausurado el Festival de Cine de Gijón. Contaba con un elenco destacado de actores como Unax Ugalde, Alexandra Jiménez, Miguel Ángel Muñoz, Mariví Bilbao o Secun de la Rosa. Los resultados de taquilla no fueron tan buenos como se esperaban tras el éxito de taquilla de Pagafantas y no logró llegar al millón de euros de recaudación en España; no obstante la película fue muy bien acogida por la crítica y el público, y en abril de 2011 ganó el Premio del Público en el Festival du Cinéma Espagnol de Nantes. En 2013 dirigió Democracia, que también ganó el premio al mejor cortometraje en dicho festival.
En 2014 participó en la realización del guion de la exitosa película Ocho apellidos vascos. Ese mismo año estrenó en la Sección Zabaltegi del Festival Internacional de Cine de San Sebastián su tercer largometraje como director, Negociador, una tragicomedia inspirada en las conversaciones mantenidas entre el Gobierno español y ETA durante la tregua de 2005, por la que fue galardonado con el Premio Irizar al Cine Vasco.
Posteriormente participó junto con Diego San José en el guion de Ocho apellidos catalanes, secuela de Ocho apellidos vascos, y en la adaptación cinematográfica del cómic Superlópez, que consiguió ser la segunda película española más taquillera de 2018.
En 2017 estrenó la comedia Fe de etarras, para la plataforma Netflix, protagonizada por Javier Cámara, Miren Ibarguren, Gorka Otxoa y Julián López.
En 2019 dirigió junto con Nacho Vigalondo la teleserie de humor Justo antes de Cristo para Movistar+.

## Filmografía

### Largometrajes
- Los aitas (2024). Director y guionista.
- Superlópez (2018). Coguionista.
- Fe de etarras (2017). Director y coguionista.[28]
- En tu cabeza (2016). Director del capítulo Milagros y Remedios.
- Kalebegiak (2016). Director del capítulo Bidexka.
- Ocho apellidos catalanes (2015). Coguionista.
- Negociador (2014). Director y guionista.[29]
- Ocho apellidos vascos (2014). Coguionista.
- Amigos... (2011). Coguionista.
- No controles (2010). Director y coguionista.
- Pagafantas (2009). Director y coguionista.
- La máquina de bailar (2006). Coguionista.

### Cortometrajes
- Aupa Josu (2014). Director.
- Democracia (2013). Director.[30]
- Un novio de mierda (2010). Director y guionista.
- Marco incomparable (2009). Director y guionista.
- Limoncello (2007). Director y guionista del capítulo Río Puerco.
- Choque (2005). Ayudante de dirección.
- Éramos pocos (2005). Director y coguionista.
- 7:35 de la mañana (2003). Actor.
- La primera vez (2001). Director y guionista.
- El amor en tiempos de burocracia (1999). Director y guionista.
- Cupido es áspero (1998). Director y guionista.
- El principio del fin (1996). Director y guionista.
- Usura (1995). Director y guionista.
- Sangre suicida (1994). Director y guionista.

### Series
- Su Majestad (2025). Creador, director y guionista.[31]
- No me gusta conducir (2022). Director y guionista.[32]
- Vaya semanita (2003). Director y coguionista.

## Nominaciones y premios
| Año  | Premio                                              | Categoría                   | Película              | Resultado |
| ---- | --------------------------------------------------- | --------------------------- | --------------------- | --------- |
| 2002 | Premios Goya                                        | Mejor cortometraje          | La primera vez        | Nominado  |
| 2007 | Premios Óscar                                       | Mejor cortometraje          | Éramos pocos          | Nominado  |
| 2009 | Festival de Málaga                                  | Premio de la crítica        | Pagafantas            | Ganador   |
| 2009 | Festival de Málaga                                  | Mejor guionista novel       | Pagafantas            | Ganador   |
| 2009 | Medallas del Círculo de Escritores Cinematográficos | Mejor guion original        | Pagafantas            | Nominado  |
| 2010 | Premios Goya                                        | Mejor dirección novel       | Pagafantas            | Nominado  |
| 2011 | Festival de Nantes                                  | Premio del público          | No controles          | Ganador   |
| 2014 | Medallas del Círculo de Escritores Cinematográficos | Mejor guion original        | Ocho apellidos vascos | Nominado  |
| 2014 | Festival de San Sebastián                           | Premio Irizar al Cine Vasco | Negociador            | Ganador   |
| 2014 | Festival de Nantes                                  | Mejor cortometraje          | Democracia            | Ganador   |
| 2016 | Premios Feroz                                       | Mejor comedia               | Negociador            | Ganador   |
| 2016 | Premios Feroz                                       | Mejor guion                 | Negociador            | Nominado  |
| 2016 | Premios Goya                                        | Mejor guion original        | Negociador            | Nominado  |
| 2019 | Premios Goya                                        | Mejor guion adaptado        | Super López           | Nominado  |
| 2022 | Premios Feroz                                       | Mejor serie de comedia      | No me gusta conducir  | Ganador   |